# آریان آدمی
آریان آدمی (مقدونی: Аријан Адеми، آلبانیایی: Arijan Ademi؛ متولد ۲۹ مارس ۱۹۹۱) بازیکن حرفه‌ای فوتبال مقدونی است که در باشگاه فوتبال دیناموزاگرب کرواسی و تیم ملی فوتبال مقدونیه فوتبال بازی می‌کند اما به دلیل دوپینگ تا سال ۲۰۱۹ از شرکت در مسابقات فوتبال محروم است. آدمی فوتبال حرفه‌ای را از باشگاه شیبنیک و در تاریخ ۲۲ مارس ۲۰۰۸ در سن ۱۶ سالگی شروع کرد. در ۱۶ ژوئن ۲۰۱۰ به دینامو زاگرب، قهرمان لیگ کرواسی نقل مکان کرد.
در سطح بین‌المللی، آدمی ۱۷ بازی برای تیم زیر ۱۹ سال مقدونیه انجام داده و دو گل زده‌است. او در قهرمانی فوتبال زیر ۱۹ سال اروپا ۲۰۱۰ حضور داشت و ۴ بازی برای تیم ملی کرواسی انجام داد که موفق شد به مرحله نیمه‌پایانی برسد و یک گل نیز به ثمر برساند. او در چهار بازی دوستانه برای تیم زیر ۱۸ ساله‌ها نیز به میدان رفته. اگرچه او ۳ بازی دوستانه برای تیم ملی بزرگسالان کرواسی انجام داده بود، اما در ۹ اکتبر ۲۰۱۴ اولین بازی رسمی خود را برای تیم ملی فوتبال مقدونیه انجام داد.
در ۲۲ نوامبر ۲۰۱۵، آدمی پس از مثبت اعلام شدن آزمایش دوپینگ در بازی برابر آرسنال که به پیروزی ۲–۱ دینامو زاگرب منجر شد، ۴ سال از حضور در مسابقات محروم شد. مربی دیناموزاگرب، زوران مامیچ اعلام کرد که باشگاه تقاضای فرجام خواهد کرد. دادخواهی به‌طور قطع توسط یوفا رد شد.

## باشگاه حرفه‌ای

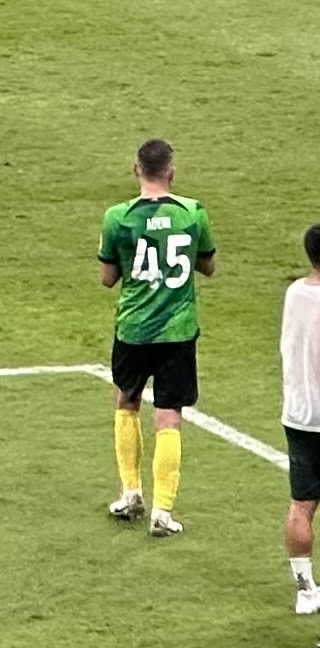
آریان آدمی با لباس بیجینگ گوان در ۱۶ ژوئیه ۲۰۲۳، در بازی سوپرلیگ چین مقابل ووهان تری تاونز

### شیبنیک
آدمی فوتبال حرفه‌ای را در شیبنیک آغاز کرد، جایی که برای اولین بار در ۱۵ سپتامبر ۲۰۰۷ برای تیم اول توپ زد. نخستین بازی وی در تیم بزرگسالان در ۲۲ مارس ۲۰۰۸ برابر دینامو زاگرب برگزار شد. او در دقیقه ۶۳ به جای گابریل وارد زمین شد و در نهایت شیبنیک این بازی را ۵–۱ واگذار کرد. در ادامه فصل او ۲۸ بازی برای تیم بزرگسالان انجام داد، که در ۱۶ بازی از ابتدا در زمین بود. فصل ۲۰۰۹–۱۰ لیگ کرواسی بهترین حضور آدمی بود. او ۲۷ بازی به‌طور ثابت بازی کرد و دو گل نیز به ثمر رساند. نخستین گل او در لیگ در ۲۵ ژوئیه ۲۰۰۹ در بازی بیرون خانه در برابر کرواتیا سسوته زده شد، بازی با برد ۲–۱ شیبنیک همراه بود. همچنین آدمی در آن فصل به عنوان جوان‌ترین کاپیتان لیگ کرواسی شناخته شد.

### دینامو زاگرب
در ۱۶ ژوئن ۲۰۰۹ او با مبلغ ۴۰۰٬۰۰۰ یورو به دینامو زاگرب منتقل شد. نخستین بازی او در باشگاه جدیدش در ۳۱ ژوئیه ۲۰۱۰ برابر تیم ریه‌کا بود که به باخت ۲–۱ دینامو زاگرب انجامید. همچنین نخستین بازی او در رقابت‌های اروپایی در ۴ اوت در لیگ قهرمانان اروپا ۲۰۱۰–۱۱ در مرحله سوم مقدماتی برابر تیم شریف تیراسپول بود که ۱–۱ مساوی شد. پس از ورود وحید هلیلهودژیچ، او خودش را به عنوان هافبک دفاعی در تیم اصلی تثبیت کرد و به عنوان ستاره باشگاه در مرحله گروهی لیگ اروپا ۲۰۱۰–۱۱ بازی کرد، جایی که دینامو با ۷ امتیاز و پشت سر ویارئال و پائوک به مقام سوم گروه رسید. در پایان فصل او نخستین جام‌های خود را در لیگ کرواسی و جام حذفی کرواسی با دینامو کسب کرد.
پس از از دست دادن موقعیت خود در ترکیب اصلی، در نیم فصل دوم ۲۰۱۱–۲۰۱۲ به‌طور قرضی به باشگاه لوکومتیوا زاگرب منتقل شد، جایی به دلیل مصدومیت بازی‌های کمی انجام داد.
پس از بازگشت قرضی در آغاز فصل ۲۰۱۲–۲۰۱۳، به عنوان بازیکن تیم موفق به صعود به لیگ قهرمانان ۲۰۱۲–۱۳ شد. در مرحله گروهی لیگ قهرمانان، آدمی ۵ بازی انجام داد و دینامو زاگرب بازی‌ها را با یک امتیاز و رتبه آخر گروه به پایان رساند.

#### دوپینگ
در ۷ اکتبر ۲۰۱۵، دینامو زاگرب اعلام کرد که آزمایش دوپینگ آدمی پس از بازی برابر آرسنال در لیگ قهرمانان مثبت اعلام شده‌است. یوفا آدمی را برای مدت ۴ سال محروم کرد.